# Lino Červar
Lino Červar (Vrsar, 22 de setembro de 1950) é um treinador de handebol croata, campeão olímpico em 2004.
Cervar treinou a Itália e logo depois a Croácia, desde 2009 é o treinador dos macedonios do RK Metalurg Skopje.